# Molonco Morales
José "Molonco" Morales Pantoja es un futbolista mexicano. Nació en Acatlán de Juárez, Jalisco. Jugó para el Club Deportivo Guadalajara de 1945 a 1948. Durante su estancia en las Chivas anotó 10 goles.

## Clubes

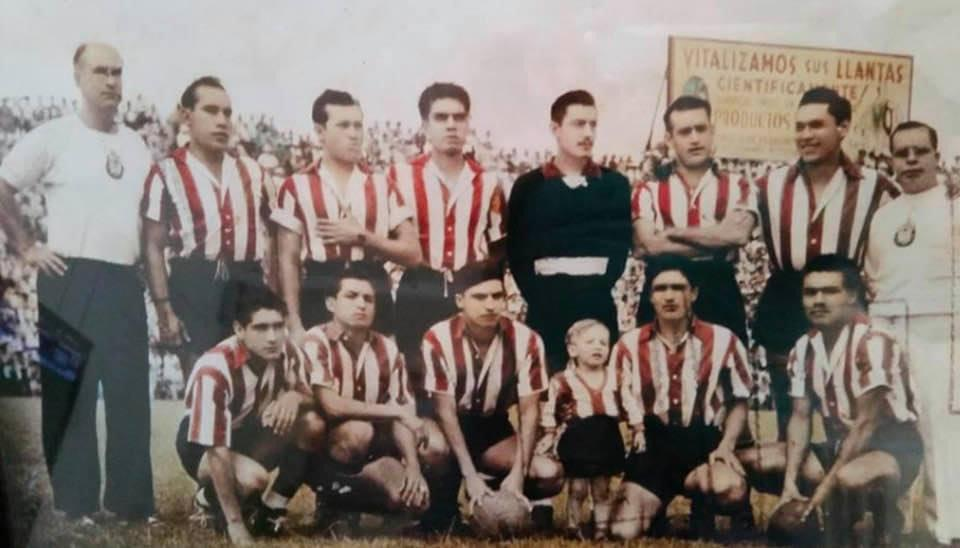

| Club        | País   | Año         |
| ----------- | ------ | ----------- |
| Guadalajara | México | 1945 - 1948 |